# Digital intermediate
Digital intermediate (często: „DI”) – termin ten opisuje proces postprodukcji filmu, który zaczyna się digitalizacją obrazu z naświetlonej i wywołanej taśmy filmowej poprzez skanowanie w odpowiedniej rozdzielczości (np. 2K, 4K, 6K). Następnie zostaje on poddany cyfrowej obróbce, w której można dokonać m.in. korekcji kolorów, dodać komputerowe efekty specjalne, czołówkę i napisy. Finalnie, przetworzony materiał, zostaje naświetlony na taśmę filmową.